# Qasem Burhan
Qasem Burhan (ur. 15 grudnia 1985 w Dakarze) – katarski piłkarz senegalskiego pochodzenia, występujący na pozycji bramkarza. Od 2008 roku występuje w klubie Al-Gharafa. Wcześniej grał w Al-Khor i Ar-Rajjan.